# Atlantic (canción)
«Atlantic» (en español: «Atlántico») es una canción de la banda inglesa Keane, lanzada como el primer sencillo de su segundo álbum, Under the Iron Sea como un video de descarga digital y después como un disco de vinilo limitado a mil piezas.

## Composición
"Atlantic" fue compuesta por Tim Rice-Oxley c. 2005 y grabado en Helioscentric Studios, Rye, East Sussex y en Magic Shop, Nueva York . Las primeras demostraciones presentaban a Rice-Oxley en lugar de Chaplin en la voz principal. El primer verso, líricamente, era diferente de la versión final. Las sesiones en Magic Shop para la grabación de esta canción fueron filmadas y lanzadas en el DVD Under the Iron Sea .

### Estructura musical
La canción se abre sin instrumental con el piano eléctrico de Rice-Oxley. Después de 30 segundos, se agregan el bajo y la batería. Luego se presenta la voz de Chaplin y la batería se desvanece durante 16 tiempos. Más tarde, la canción cambia drásticamente de tono para introducir el estribillo y la parte final. Mientras que la versión del álbum se desvanece con cuerdas, la versión de video incorpora el final de "The Iron Sea", con sonidos electrónicos que incluyen ecos y voces.

## Lista de canciones
| Vinilo de 7" |            |          |  |
| N.º          | Título     | Duración |  |
| 1.           | «Atlantic» | 4:13     |  |

## Información acerca de la canción
- Tempo: 65bpm
- Acorde: Bb
- Tiempo rítmico: semi arritmia a 4/4